# Kortkéros
Kortkéros (russe : Усть-Кулом, komi : Кулöмдін, Kulömdin) est un village et le centre administratif du raïon de Kortkéros de la république des Komis en Russie.

## Géographie
Kortkéros est situé sur la rive de la Vytchegda, à 48 kilomètres à l'est de la capitale Syktyvkar de la république.
Le principal moyen de subsistance de Kortkéros est l'agriculture.
Le village dispose d'une entreprise agricole, d'une entreprise de voirie et d'une laiterie.
Les services comprennent un collège, une école d'art pour enfants, un centre de formation continue, un centre culturel, un musée local et un hôpital.
L'autoroute Р26 traverse le village, menant à l'ouest à Syktyvkar, et à l'est, le long du pont Kortkerossky sur la Vytchegda, à Ust-Kulom et plus loin à Troitsko-Pechorsk.

## Histoire
Le village de Kortkéros est mentionné pour la première fois en 1646.
Dans les années 1678-1685, il devient un village ecclésiastique et au début du XVIIIe siècle le centre du volost.
Les habitants pratiquaient l'agriculture, l'élevage, la chasse et la pêche, et la sylviculture.
Le raïon de Kortkéros a été constitué en 1939.
Depuis les années 1960, la population du village a considérablement augmenté.
En 1989, 63 % des résidents étaient Komis et 29 % étaient russes.

## Démographie
La population de Kortkéros a évolué comme suit:
| 1959  | 1970  | 1979  | 1989  | 2002  |
| ----- | ----- | ----- | ----- | ----- |
| 1 862 | 2 864 | 3 353 | 4 373 | 4 659 |

| 2010  | 2021  | - | - | - |
| ----- | ----- | - | - | - |
| 4 624 | 4 710 | - | - | - |